# Pedaliodes lyssa
Pedaliodes lyssa är en fjärilsart som beskrevs av Hermann Burmeister 1879. Pedaliodes lyssa ingår i släktet Pedaliodes och familjen praktfjärilar. Inga underarter finns listade i Catalogue of Life.